# 紀元前21年
紀元前21年（きげんぜん21ねん）。

## 他の紀年法
- 干支 : 庚子
- 日本
  - 垂仁天皇9年
  - 皇紀640年
- 中国
  - 前漢 : 陽朔4年
- 朝鮮
  - 高句麗 : 東明聖王17年
  - 新羅 : 赫居世37年
  - 檀紀2313年
- 仏滅紀元 : 523年
- ユダヤ暦 : 3740年 - 3741年

## できごと

### ローマ
- マルクス・ウィプサニウス・アグリッパが大マルケッラと離婚し、アウグストゥスの娘ユリアと再婚した。